# Wilhelm von Traitteur

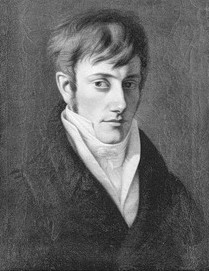
Wilhelm von Traitteur, 1830

Wilhelm von Traitteur (* 1. Februar 1788 in Mannheim; † 17. Juni 1859 in Mannheim) war ein deutscher Baumeister, der als Pionier der Eisenarchitektur und der Brückenbaukunst gilt. Um 1840 war er Erbauer der ersten Newa-Brücke in St. Petersburg. In Russland wurde der Architekt als Wassili Karlowitsch Tretter, oder Wilhelm Guillaume Traitteur benannt.

## Familie
Wilhelm von Traitteur war der Sohn des kurpfälzischen Hofgerichtsrats und Hofbibliothekars Karl Theodor von Traitteur aus erster Ehe mit Maria Magdalena von Rogister. Er hatte eine Schwester und durch die zweite Heirat seines Vaters drei Halbgeschwister. Sein Onkel war Johann Andreas von Traitteur. Am 12. September 1827 heiratete Wilhelm in Türi, Kreis Järva, in Estland Pauline von Baranoff, Tochter des Oberstleutnants Joachim von Baranoff aus Väätsa (Estland). 1829 Geburt des Sohnes Nikolaj Ioahim Fedor in Väätsa, 1837 der Tochter Karoline Stephanie Alexandra in Mannheim. Zu seinen Nachfahren gehörte der Forchheimer Oberbürgermeister Karlheinz Ritter von Traitteur.

## Militärische und berufliche Laufbahn
1813 trat er als Offizier in den Dienst von Zar Alexander I. und gehörte ab 1816 dem Corps der russischen Verkehrswegeingenieure in Sankt Petersburg an. Hier rückte er bis 1831 in den Rang eines Generals auf. Mit hohen russischen Orden geehrt, kehrte er als Generalmajor nach Mannheim zurück.

## Konstruktionen

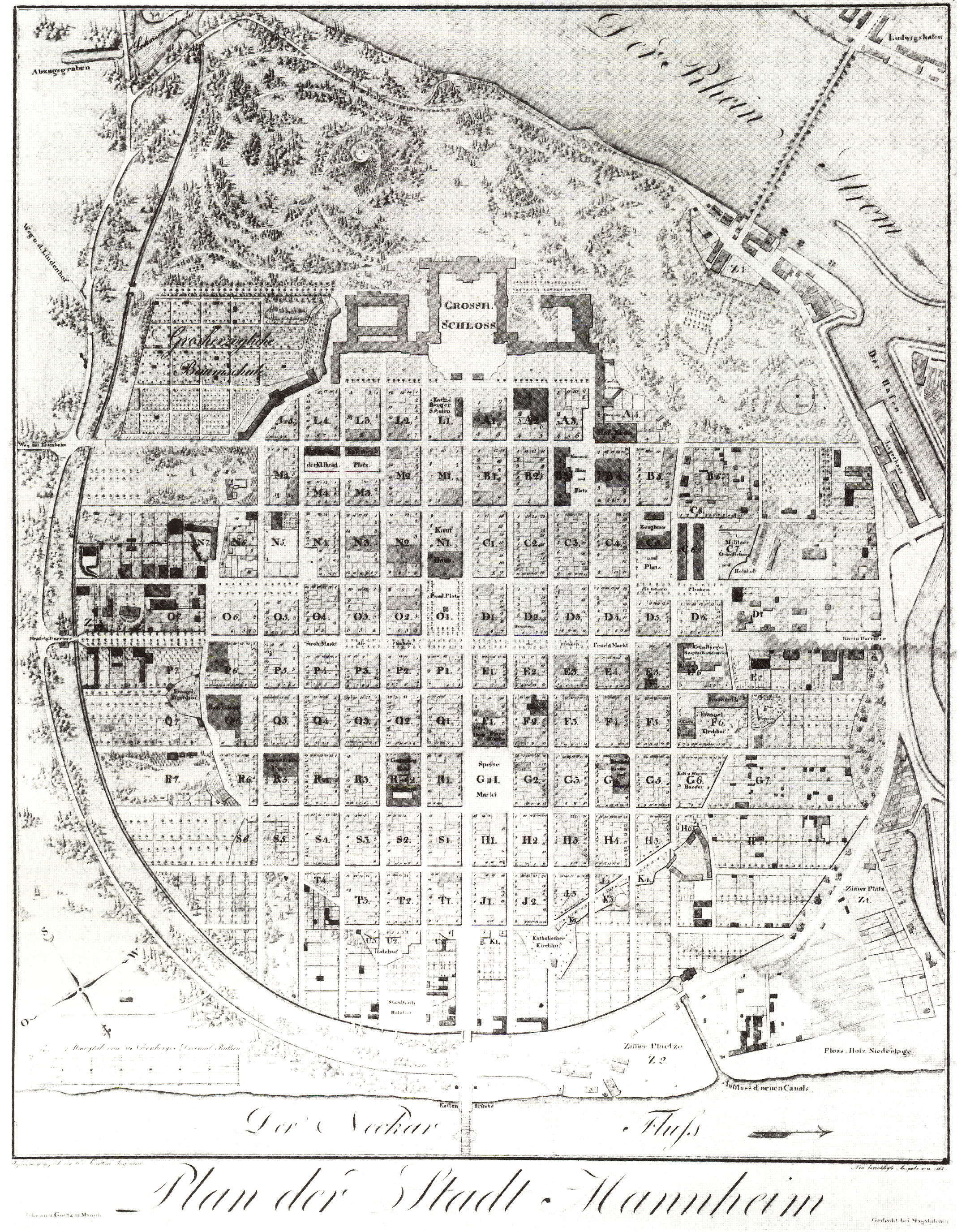
Plan der Stadt Mannheim um 1813, eine Zeichnung des Wilhelm von Traitteur

Bekannt wurde er durch seine Kettenbrücken, die der englischen Tradition folgten, jedoch von ihm wesentlich verbessert wurden. Seine Hauptwerke, die Panteleimonowski-Brücke über die Fontanka und die Ägyptische Brücke in Petersburg, wurden vom russischen Amt für Verkehrswege und dessen Leiter Herzog Alexander Friedrich Karl von Württemberg initiiert. Es handelte sich dabei um die ersten Kettenbrücken in St. Petersburg, die zugleich als europaweiter Vorreiter eines neuen Hängekonstruktionstyps einzuordnen sind. In einer Publikation stellte er entsprechend fest, daß die Hängebrücken von einer Eleganz sind, die man mit keinem anderen System erzielen könnte.
Daneben war Traitteur bekannt als Architekt, Zeichner und Mitbegründer der Lithografie in Russland. Seine Lithografien beschäftigen sich mit zeitgenössischer Konstruktionsgeschichte und der frühen Eisenarchitektur.

## Werke
- Panteleimonowski-Brücke (1824)
- Potschtamtski-Brücke (1824)
- Ägyptische Brücke (1826)
- Greifenbrücke (1826)
- Löwenbrücke (1826)
- verfasste Denkschrift über den Bau eines Freihafens

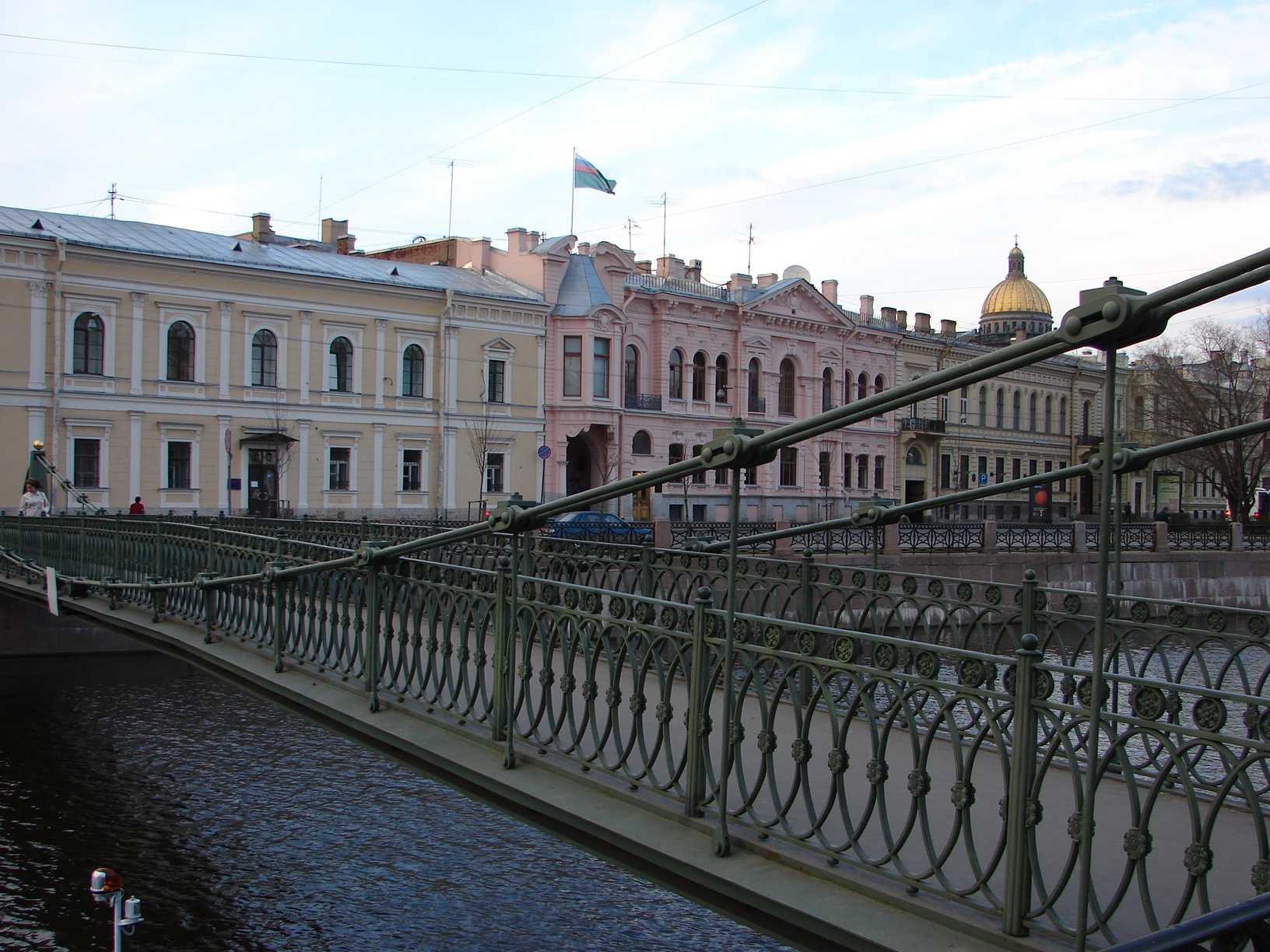
Potschtamtski-Brücke
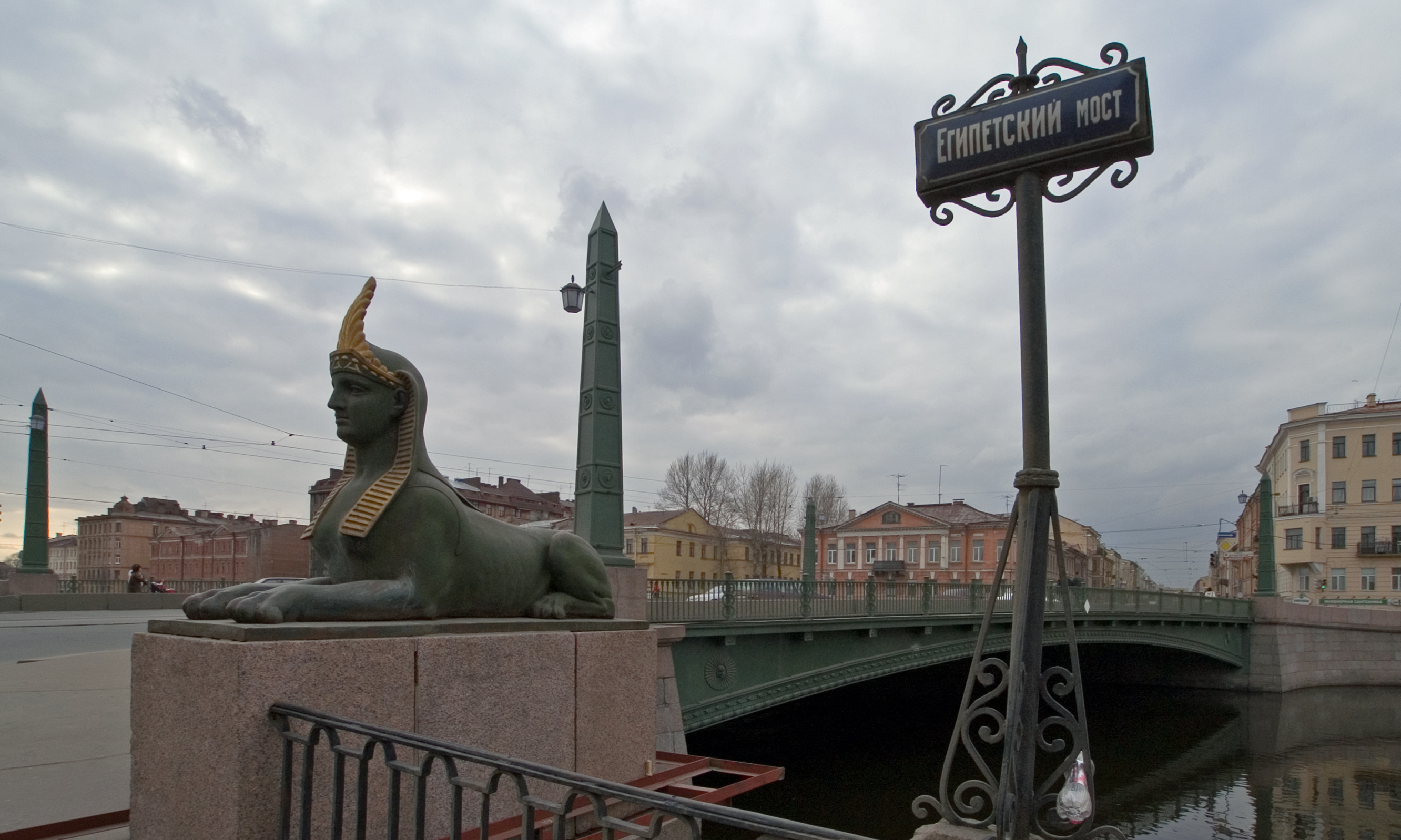
Ägyptische Brücke (Nachfolgebau): Detail aus der ursprünglichen Brücke
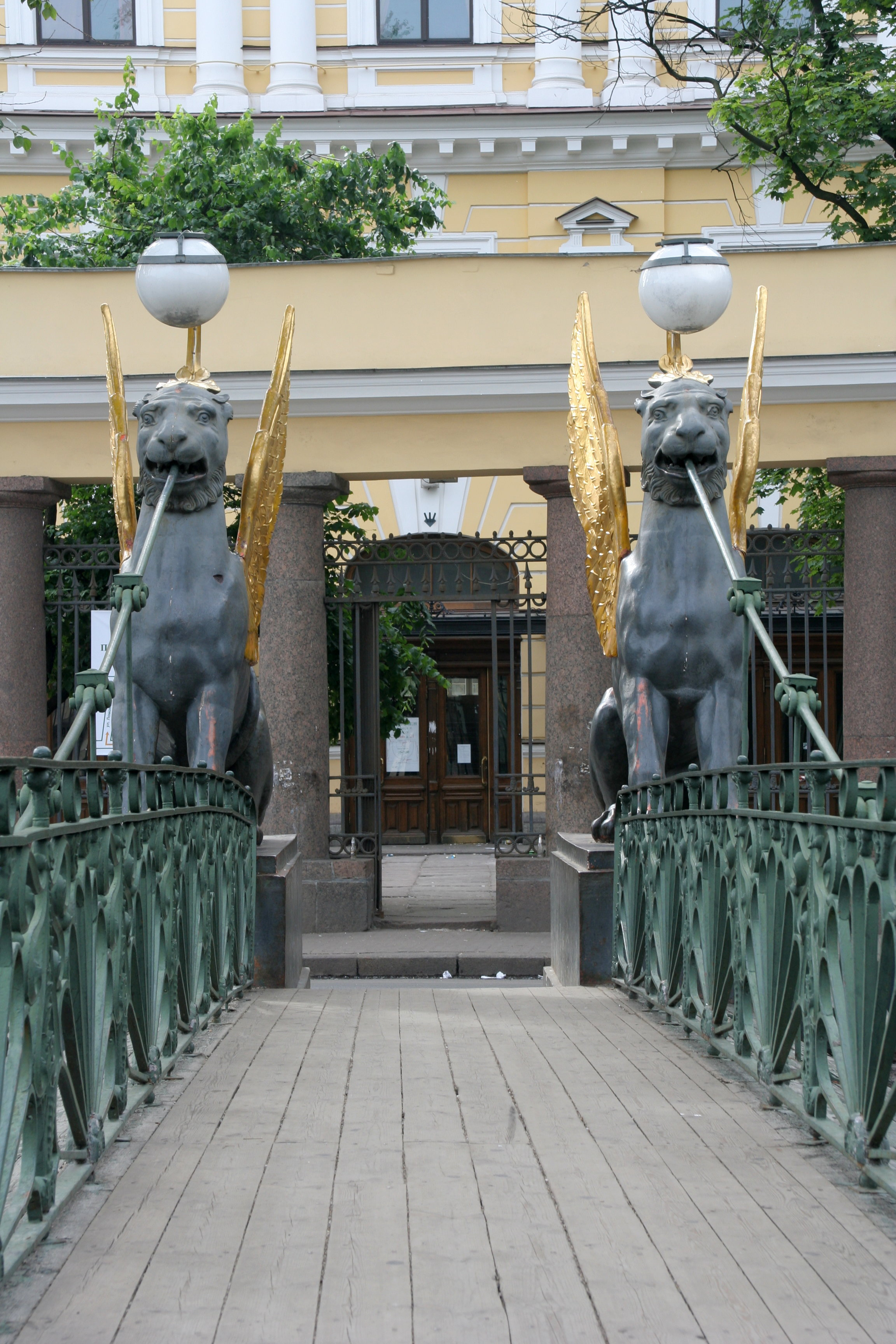
Greifenbrücke
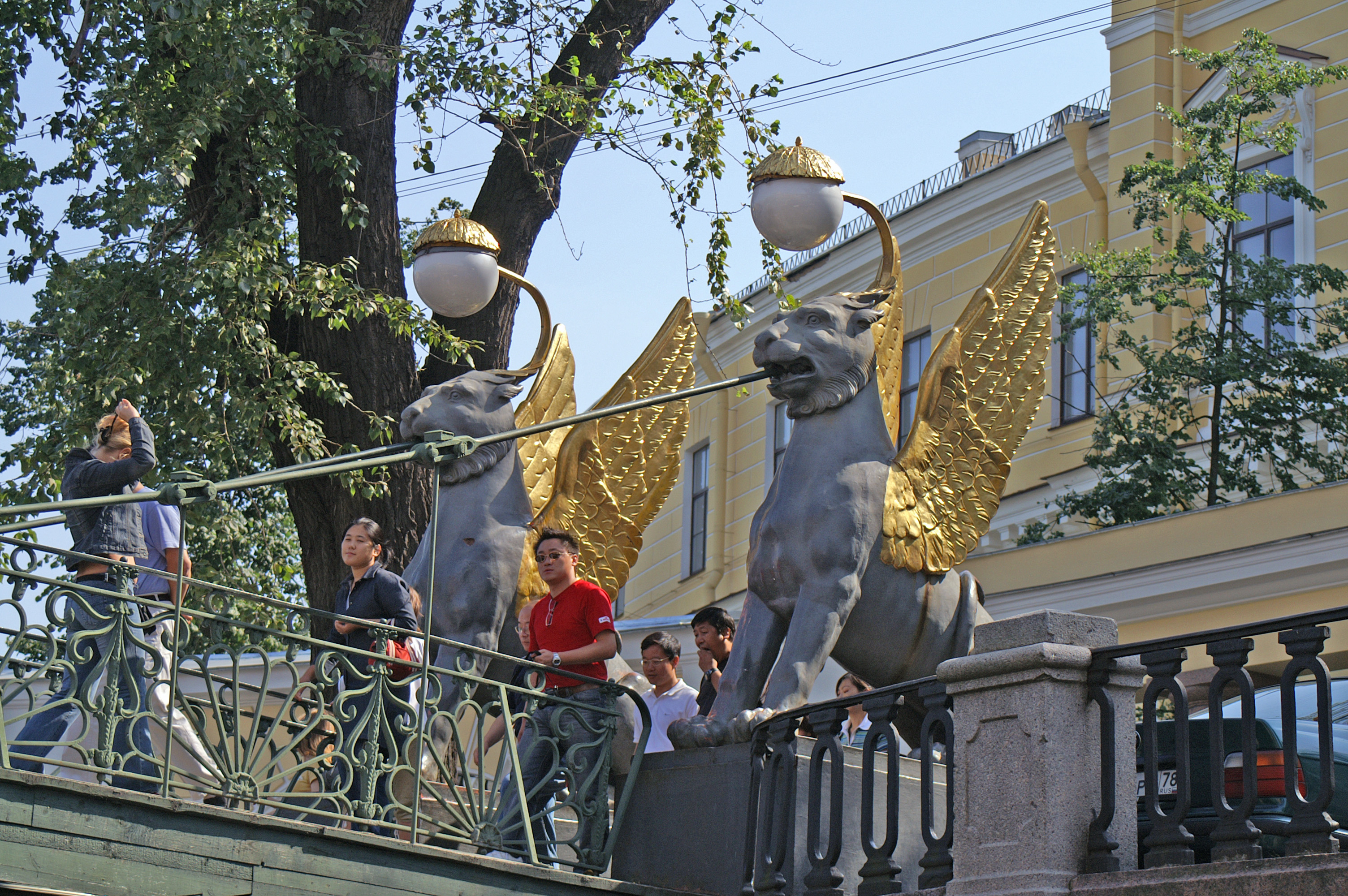
Details der Greifenbrücke
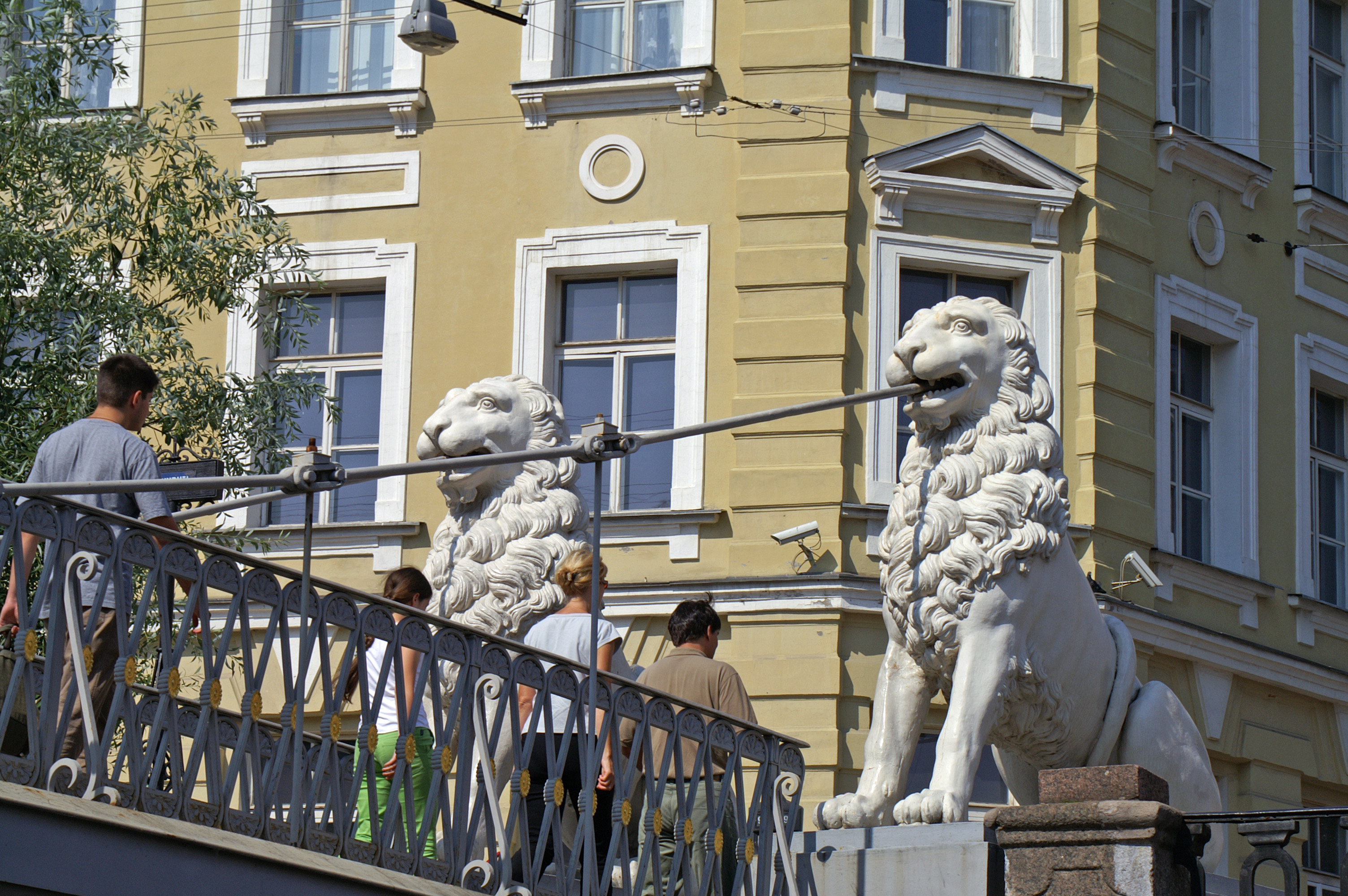
Details der Löwenbrücke

### Nicht realisierte Entwürfe
Kurpfalzbrücke in Mannheim (1824)

## Auszeichnungen
Wilhelm von Traitteur erhielt folgende Auszeichnungen:
- Ritter des Ordens vom Zähringer Löwen am 29. Dezember 1816
- Russischer Orden der Heiligen Anna 2. Klasse am 4. Dezember 1819, in Brillanten am 20. Juni 1821
- Orden des Heiligen Wladimir 4. Klasse am 20. Februar 1818, 3. Klasse am 5. Januar 1827
- Kommandeur II. Klasse des Hausordens vom Goldenen Löwen am 7. August 1827